# بيت المنزة (إب)

تعديل مصدري - تعديل

بيت المنزة محلة تابعة لقرية ذى محبش، التابعة لعزلة حرد بمديرية إب إحدى مديريات محافظة إب في الجمهورية اليمنية.، بلغ تعداد سكانها 23 حسب تعداد اليمن لعام 2004.